# Бакаї Кривої коси
Бакаї́ Криво́ї коси́ — один з об'єктів природно-заповідного фонду Донецької області, орнітологічний заказник загальнодержавного значення.

## Розташування
Розташований у Новоазовському районі Донецької області на території Сєдовської селищної ради селища Сєдове (178,0 га) та Державного підприємства «Тельманівське лісове господарство» (389,6 га), квартали 15 — 22 Новоазовського лісництва.

## Історія
Статус заказника присвоєно Указом Президента України № 167/2002 від 21 лютого 2002 року. Територія Заказника увійшла до складу національного природного парку «Меотида», створеного Указом Президента України № 1099/2009 від 25.12.2009 р.

## Мета

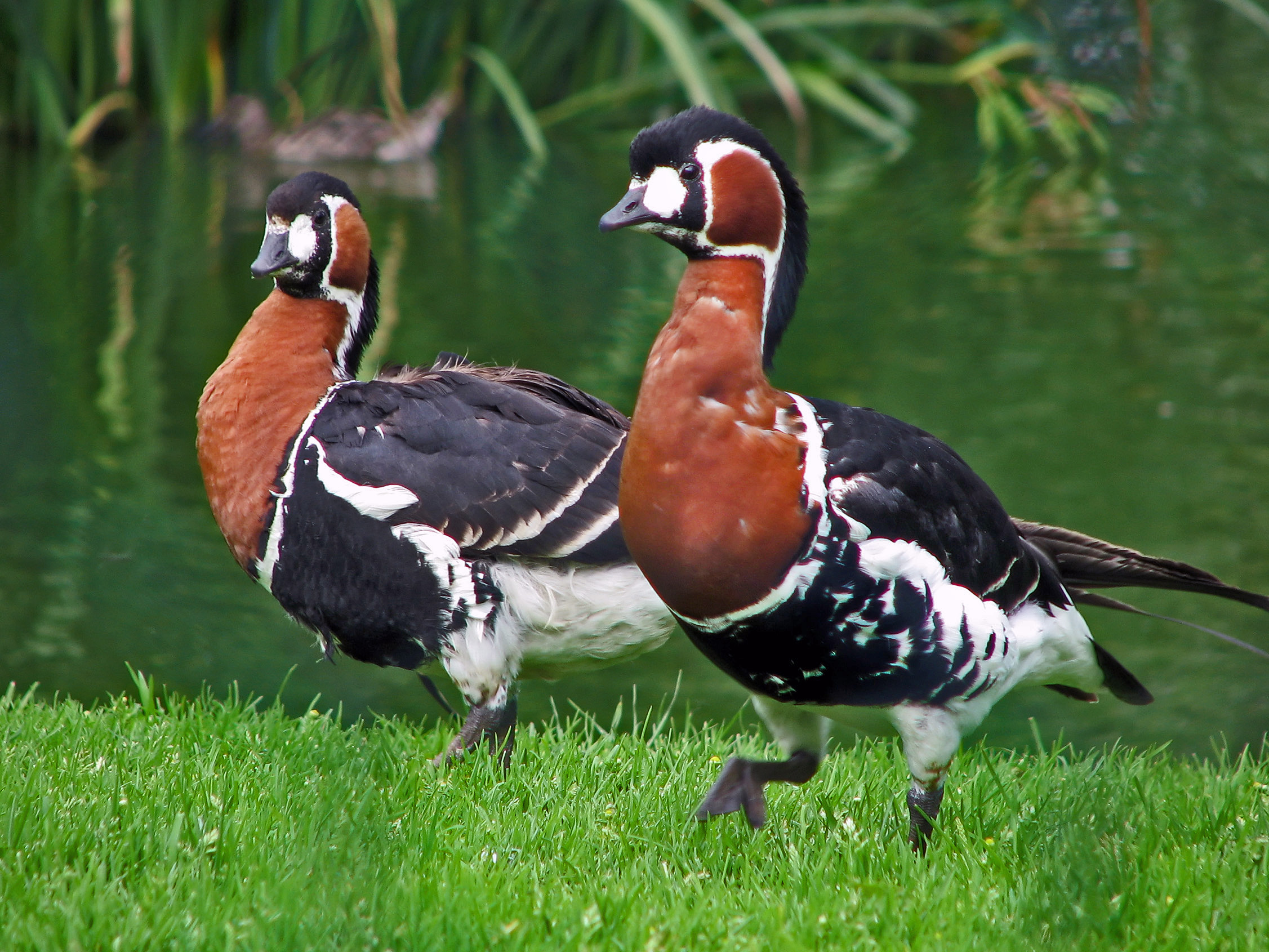
Червоновола казарка

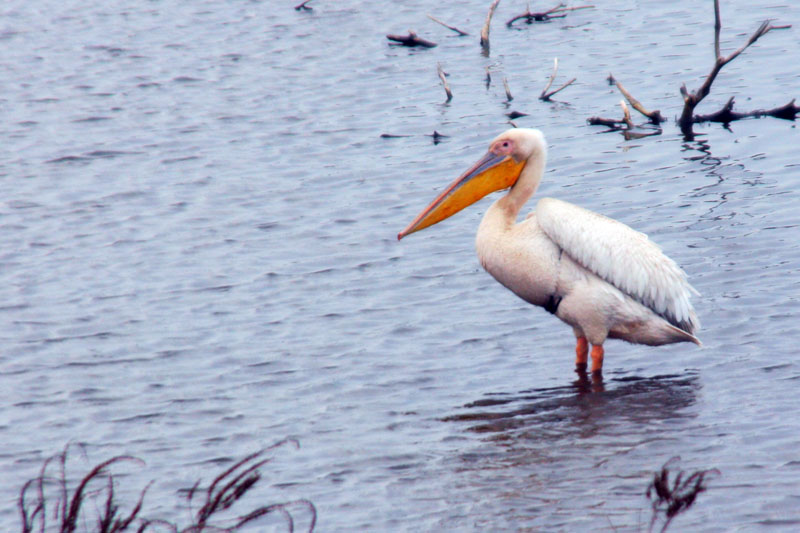
Пелікан рожевий

Мета створення заказника — збереження водно-болотних угідь як місця оселення, гніздування та відпочинку багатьох видів птахів, серед яких дерихвіст степовий та лучний, зуйок морський, ходуличник, червоновола казарка, гоголь, чернь білоока, коровайка, косар, лелека чорний, пелікан рожевий, що занесені до Червоної книги України.

## Завдання
До основних завдань Заказника входить:
- створення умов для збереження однієї з найцінніших ділянок водно-болотних угідь Азово-Чорноморського регіону, що є частиною водно-болотних угідь, які мають міжнародне значення;
- збереження та охорона умов гніздування та перебування під час міграції багатьох видів птахів, серед яких більше 10 видів, занесених до Червоної книги України;
- підтримання загального екологічного балансу в регіоні;
- проведення екологічної освітньо-виховної роботи.

## Загальний опис

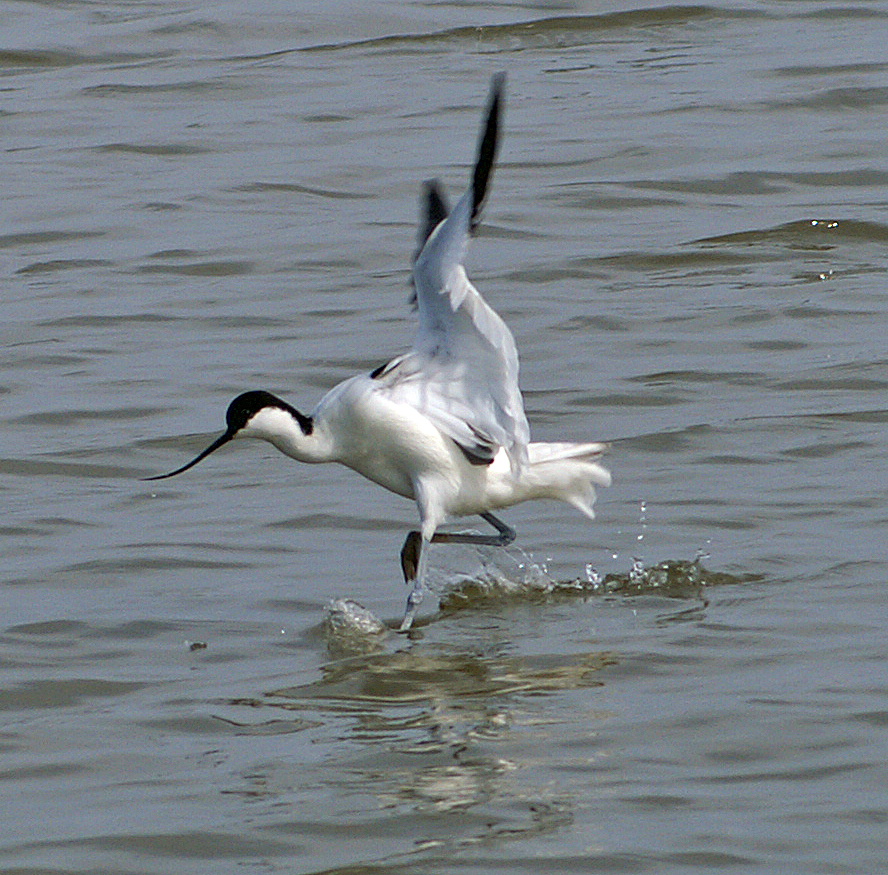
Шилодзьобка

Площа — 567,6 га. Являє собою слабохвилясту рівнину прибережної зони Азовського моря з літоральними болотами, які вкриті надводною рослинністю, мілководними лагунами — «бакаями», солончаковими луками та степовими ділянками.
У 2010 році увійшов до складу Національний природний парк «Меотида»

## Фауна
На солончакових луках та вологих солончаках, що примикають до західного берега Кривої коси, колоніями гніздяться гідрофільні птахи: річковий та малий крячки, чайка, коловодник звичайний, лучний дерихвіст, шилодзьобка, морський зуйок, ходуличник.